# Pješčani procjeđivač
Pješčani procjeđivač ili pješčani filtar vode je vrsta procjeđivača (filtracija) koji se obično koristi za pročišćavanje vode (obrada vode), a obično se sastoji od slojeva kvarcnog pijeska (ponekad se dodaje sloj šljunka i antracita). Pješčani procjeđivač je vrsta filtra sa zrnatim nepovezanim filterskim sredstvom.

## Povijest
Tokom 19. i 20. stoljeća, procjeđivanje pitke vode za kućanstva se obavljalo uglavnom sporim procjeđivanjem ili brzim procjeđivanjem. Sporo procjeđivanje nastaje procjeđivanjem kroz biološku opnu koju stvaraju mikroorganizmi na površini filtarskog sloja. Zato se ono naziva i površinsko procjeđivanje. Brzo procjeđivanje nastaje procjeđivanjem kroz cijeli filtarski sloj. Zato se ono naziva i dubinsko procjeđivanje.
Iako je i prije bilo manjih sustava za procjeđivanje pitke vode, grad Paisley u Škotskoj je bio prvi grad koji je stvorio sustave za procjeđivanje pitke vode za cijeli grad 1804. (sporo procjeđivanje). Nakon toga je više stotina sustava za procjeđivanje sagrađeno u Europi. Već tada je otkriveno da dodavanjem aluminijevog sulfata u sirovu vodu se poboljšava kakvoća vode i ubrzava sam postupak. Tako je nastalo brzo procjeđivanje koje je ubrzalo sam postupak procjeđivanja i do 60 puta.

## Vrste pješčanih procjeđivača
Pješčani procjeđivači se mogu podijeliti na spore procjeđivače i brze procjeđivače. Brzi procjeđivači se mogu dalje podijeliti na otvorene (brzi gravitacijski procjeđivači) i zatvorene (tlačni procjeđivači). Kod otvorenog gravitacijskog procjeđivača procjeđivanje nastaje zbog djelovanja sile teže pri visinskoj razlici dovoda i odvoda vode na filtru, a to je obično od 1 do 1,5 metar. Kod tlačnog procjeđivača procjeđivanje nastaje zbog razlike u tlakovima koje se obično postiže crpkom (pumpa), a tlak je obično od 1,5 do 2 bara iznad atmosferskog tlaka.

### Spori procjeđivač
Sporo procjeđivanje nastaje procjeđivanjem kroz biološku opnu koju obrazuju mikroorganizmi na površini filtarskog sloja. Zato se ono naziva i površinsko procjeđivanje. Postupak sporog procjeđivanja se odvija na sporim procjeđivačima, koji se primjenjuju za filtriranje nekoagulirane vode koja sadrži nisku mutnoću (rijetko preko 8 °NTU). Rade pri malim brzinama procjeđivanja, obično 0,1 do 0,3 m/h (najčešće 0,2 m/h) i volumnog protoka do 1 000 m3</sup>/dan]. Zato im je potrebna velika površina, što uvjetuje relativno visoke investicijske troškove. Odlika im je vrlo visoko smanjenje mutnoće i veliki postotak zadržavanja bakterija (od 98 do 99 %).

#### Nakapnica
Nakapnica je uglavnom takozvani spori pješčani procjeđivač (filtar), koji omogućuje filtraciju, adsorpciju, biološku razgradnju organskih tvari i drugo. Njime se iz vode izdvajaju sitne raspršene tvari i neke otopljene organske tvari i bakterije. Na površini se zadržavaju sve veće raspršene tvari, a filtarske ispune zadržavaju sitne raspršene i koloidne tvari. Osim toga, na površini se i, na potpovršinskomu sloju, razgrađuju organske tvari. Umjesto jednoslojnog procjeđivača, može se oblikovati višeslojni procjeđivač s ispunama, koji poboljšava fizikalno-kemijsko i bakteriološko pročišćavanje vode.

### Brzi procjeđivač
Brzi procjeđivač ili brzi filtar vode je vrsta pješćanog procjeđivača ili pješćanog filtra koji se koristi za obradu vode, a najčešće za pročišćavanje pitke vode. Brzo procjeđivanje nastaje procjeđivanjem kroz cijeli filtarski sloj za razliku od sporog procjeđivanja koje koristi procjeđivanje kroz biološku opnu koju obrazuju mikroorganizmi na površini filtarskog sloja. Zato se ono naziva i dubinsko procjeđivanje. Postupak brzog procjeđivanja se odvija na brzim procjeđivačima koji se primjenjuju za pročišćavanje vode koja je prošla postupak taloženja i ima mutnoću najviše 8 °NTU. Rade pri relativno velikim brzinama procjeđivanja, obično 5 do 7 m/h (iznimno 15 m/h), ovisno o granulometrijskim osobinama filtarskog sloja i vrsti procjeđivača. Zbog velike brzine filtriranja, potrebna površina ovih procjeđivača je višestruko manja u odnosu na spore. Međutim, s druge strane, kod brzih je filtara prisutno znatno brže onečišćenje, a time i potreba njihovog češćeg ispiranja (u prosjeku 1 do 2 puta dnevno).
Posredstvom dovodnog žlijeba voda namijenjena procjeđivanju ravnomjerno se raspoređuje iznad filtarskog sloja i filtrirajući prolazi tim slojem. Filtarski je sloj položen na nosivu konstrukciju, najčešće montažne armiranobetonske ploče, u koje je ugrađen sistem mlaznica (sapnica), obično 64 mlaznice po m2. Kroz mlaznice se voda procjeđuje u donji dio bazena. Filtrirana voda se zatim sakuplja u sabirnom kanalu i odvodi glavnim kanalom (cjevovodom) prema spremniku čiste vod

#### Ispiranje brzih procjeđivača
Ispiranje brzih procjeđivača obično traje 5 do 7 minuta. Najprije se pusti voda u trajanju 2 minute, zatim zajedno voda i zrak u trajanju od 2 do 3 minute, i na kraju, radi ispiranja, voda u trajanju od 1 do 2 min. Voda od pranja odvodi se sabirnim žlijebom i ispušta u kanalizaciju. Preljevni rub žlijeba mora biti smješten na takvoj visini iznad površine filtarskog sloja da se pijesak prilikom pranja ne može vodom za ispiranje iznijeti u žlijeb.
Radi neprekidnosti rada uređaja za pročišćavanje vode, uvijek se izvodi više filtarskih jedinica koje se peru odvojeno. Zrak za pranje osigurava se kompresorom, čiji učinak ovisi o broju sapnica na filtarskim jedinicama pri njihovom istovremenom pranju, dok je potreban tlak zraka oko 0,5 bar, mjereno od površine filtarskog sloja. Čista voda za pranje procjeđivača osigurava se u posebnoj vodospremi, odakle se pod tlakom od oko 0,5 bar (u odnosu na površinu filtarskog sloja) dovodi zasebnim cjevovodom do filtarskog bazena.

#### Tlačni procjeđivač
Tlačni procjeđivač je vrsta brzog procjeđivača, a to je zatvoreni (čelični) cilindrični spremnik ispunjen kvarcnim pijeskom u koji se voda dovodi pod tlakom. Procjeđivanje nastaje zbog razlike tlaka na dovodu i odvodu vode.

## Materijali za pješčano procjeđivanje
Najrašireniji filtracijski materijal za pješčano procjeđivanje je kvarcni pijesak. Osim kvarcnog pijeska, u upotrebi su materijali kao hidroantracit, aktivni ugljen, specijalni minerali kao zeoliti i drugi zaštićeni proizvodi raznih tvrtki.

### Kvarcni pijesak
Čestice ili zrnca kvarcnog pijeska trebaju biti što sličnije obliku kugle. Ovisno o namjeni filtera (kvaliteti onečišćenja) odabire se filtracijska ispuna, koja odgovara jednoj og granulacijskih ispuna. Za svaku granulacijsku skupinu standard propisuje dozvoljeni sadržaj čestica iznad i ispod granulacijskog raspona. Osim udjela finijih i krupnijih čestica, propisana je i raspodjela granulacijskih faza filtracijske mase, te se uvodi koeficijent uniformnosti U:
U = d60 / d10 ≤ 1,5
gdje je: d60 – promjer čestice filtracijske ispune u mm 60 % masenog udjela filtarcijske ispune čine čestice manje ili jednake d60; d10 – promjer čestice filtracijske ispune u mm 10 % masenog udjela filtarcijske ispune čine čestice manje ili jednake d10.
Granulometrijska ispravnost filtra je vrlo bitna za kvalitetu filtracijskog procesa. Postižu se veći učinci odvajanja (separacije) suspendiranih tvari, duži radni vijek između dva pranja, veći učinak (kapacitet) filtra, te manji pad tlaka preko filterske ispune.  Sadržaj, odnosno maseni udio kvarca (SiO2) mora biti minimalno 96 %. Filtracijski materijal za pripremu pitke vode ne smije biti onečišćen tvarima, čije bi otapanje pogoršavalo kvalitetu filtrirane vode. Gustoća kvarcnog pijeska mora biti u rasponu od 2500 do 2670 kg/m3. Nasipna gustoća suhog kvarcnog pijeska je oko 1600 kg/m3.

### Višeslojna filterska ispuna
Primjena višeslojnih filterskih ispuna donosi znatna poboljšanja u procesu filtracije. Ovdje se primjenjuju različiti materijali kao što su kvarcni pijesak, hidroantracit, koks i drugi. Jedna od najčešćih kombinacija je hidroantracit/kvarcni pijesak.
Hidroantracit je čvrsti, sjajno-crni, oštrokuti mineral manje specifične težine, pa se u filter stavlja kao gornji sloj ispune. Po svom sastavu je gotovo čisti ugljik, a po porijeklu najstariji ugljen, odnosno posljednji u nizu pretvorbi biljnih ostataka. Važno svojstvo ovih filtera je da je granulacija hidroantracita uvijek veća od granulacije pijeska. Kao donji, nosivi sloj koristi se kvarcni pijesak granulacije od 2,0 do 3,15 mm.
Gravitacijski, odnosno otvoreni filteri se projektiraju s minimalnim visinama sloja od 600 mm za kvarcni pijesak, te 400 mm za hidroantracit. Uz to se preporuča i nosivi sloj kvarcnog pijeska veći od 200 mm. Prilikom pranja filtera specifično lakši antracit hidrauličkom separacijom ostaje kao gornji sloj filtarske mase. Kako je hidroantrcit konstituiran od čestica veće granulacije (u odnosu na pijesak) zadržavaju se samo krupnije nečistoće, a finije prolaze kroz antracit do finije granuliranog kvarcnog pijeska odnosno do drugog filtracijskog sloja. Time se omogućuje dubinska filtracija, koja ima za posljedicu određene prednosti: bolji učinak filtracije, povećanje brzine filtracije, odnosno povećanje učinka filtera, povećanje sigurnosti protiv proboja nečistoća, smanjenje specifičnog utroška vode za pranje, produženje trajanja radnog perioda filtera. Postoje, međutim izvjesni zahtjevi na sustav za pranje filtera, a time posredno i na konstrukciju same filtrirnice. Dok se za jednoslojne pješčane filtere postupak pranja sastoji od protupranja vodom od oko 20 m3 vode/m2h i rahljenja zrakom s oko 50 m3/m2h, kod višeslojnih filtera koriste se veći protoci od 40 do 70 m3 vode/m2h uz kraće trajanje samog pranja.

## Pješčana filtracija bazena
Pri pješčanoj filtraciji bazena zbog obavezne prisutnosti dezinfekcijskog sredstva (na primjer klora) potpuno otpada biološko čišćenje. Nečistoću odnosno prljavštinu zadržavaju samo zrnca pijeska, odnosno posebnog filterskog stakla u obliku nepravilnih zrnca ili pravilnih kuglica. Na usisnom djelu ispred crpke (pumpa) ubacuje se određena količina flokulanta, kako bi se dobro promiješao sa sirovom vodom i prouzrokao tvorbu flokula (pahuljica). Sirova voda ulazi u pješčani filter na gornjoj strani filterske posude iznad filterskog sredstva, pa se pomoću ulaznog lijevka jednakomjerno preljeva po cijeloj filterskoj površini. Sirova voda zbog stvorenog tlaka iznad filterskog sredstva struji prema donjem djelu filterske posude kroz slojeve filterskog sredstva pa se tako očisti. Zahvaljujući adsorpcijskim osobinama filterskog sredstva se nastale flokule (pahuljice) hvataju za površinu zrna pa se time odstrane iz vodenog toka.
Najprije se na zrna hvataju najveće pahuljice a za tim sve manje. Time raste učinak hvatanja nečistoća za filterski sloj, a istovremeno se smanjuje volumni protok vode zbog povećanog otpora. Ako se filtracija nastavi, u određenom trenutku se pahuljice odlijepe od gornjih slojeva zrna, pa vodenim tokom prodiru u niže slojeve. Tu se ponovo hvataju za još nezasićena filtrirna jedra odakle ih je već teže isprati. 
Ako bi se filtriranje još nastavilo, voda bi sebi našla put kroz najmanje otporna mjesta u filterskom sredstvu pa bi ostvarila kanale po kojih bi proticala bez da bi se očistila i filtar bi znači „probio“. Zbog povećanog otpora filtera i kao posljedice višeg tlaka, filterska posuda bi mogla u krajnjem slučaju puknuti. Znači kada se zbog nataloženih nečistoća na filterskoj površini smanji propusnost filtera govorimo o otporu filtera kojeg ne smijemo nikako preći, pa po potrebno pristupiti ispiranju. Tako filtrirana voda izlazi na donjem dijelu filtera i zatim u bazen. Prije ulaza u sam bazen se filtrirana voda još dezinficira i po potrebi ugrije.